# Ayeblu
Ayeblu (persiska: آيِبلو, عیبلو, Āyeblū) är en ort i Iran. Den ligger i provinsen Västazarbaijan, i den nordvästra delen av landet, 600 km väster om huvudstaden Teheran. Ayeblu ligger 1 280 meter över havet och antalet invånare är 141.
Terrängen runt Ayeblu är platt åt nordväst, men åt sydost är den kuperad.Runt Ayeblu är det ganska tätbefolkat, med 185 invånare per kvadratkilometer. Närmaste större samhälle är Urmia, 18,0 km sydväst om Ayeblu. Trakten runt Ayeblu består till största delen av jordbruksmark.